# Карл Фридаг
Карл Фридаг (нім. Karl Frydag; 16 січня 1893, Мюнстер — 21 травня 1980) — німецький інженер, один із керівників авіапромисловості Третього Рейху. Кавалер Лицарського хреста Хреста Воєнних заслуг з мечами.

## Біографія
Здобув вищу інженерну освіту. Був заступником генерального директора та керівником авіабудівної фірми Henschel Flugzeugwerke AG в Шенефельді. В травні 1941 року відповідав за авіабудування в Технічному управлінні Імперського міністерства авіації, одночасно також очолював Головний відділ авіабудування в Імперському міністерстві озброєнь та боєприпасів. Брав безпосередню участь в організації розробки та виробництва ракет Фау-1. Після закінчення Другої світової війни зберіг посаду члена Ради директорів Henschel Flugzeugwerke, а також був керівником Федерального об'єднання німецької авіабудівної промисловості.

## Нагороди
- Лідер воєнної економіки
- Хрест Воєнних заслуг 2-го і 1-го класу з мечами
- Лицарський хрест Хреста Воєнних заслуг з мечами (22 травня 1944)